# Déradicalisation
 (mars 2016).
- Si vous ne connaissez pas le sujet, laissez ce bandeau (vous pouvez alors contacter les auteurs).
- Si vous supprimez le contenu mis en cause (vous pouvez préalablement contacter les auteurs),

argumentez précisément cette suppression dans la page de discussion
(un manque de référence n'est pas un argument ; une recherche réelle de référence doit avoir été effectuée, être formellement documentée).
Le terme déradicalisation est un néologisme politique du XXe siècle qui implique une action pour inverser le processus de radicalisation, pour adoucir les positions et les actions. Il a pris un sens nouveau à l'échelle mondiale avec la montée des extrémismes politiques et religieux au début du XXIe siècle.
La déradicalisation consiste à « faire changer un individu déjà radicalisé pour lui faire abandonner ses vues ». Selon les sénatrices Esther Benbassa et Catherine Troendlé spécialistes du sujet, le terme trahit une réflexion insuffisante et elles invitent à préférer « désendoctrinement », « désembrigadement » voire « désidéologisation ». 
Cette action, entreprise par des organisations non-gouvernementales avec parfois l'appui d'organismes d'État, prend différentes formes dans les pays en fonction de l'ampleur des phénomènes de radicalisation, de l'impact dans la société et de la volonté de lutter contre le phénomène.
La déradicalisation est le plus souvent évoquée dans le cadre des politiques menées contre le terrorisme islamiste.

## Europe

### France

#### Les différentes structures

##### Centre de prévention des dérives sectaires liées à l'Islam
Fondé en 2014 par Dounia Bouzar, le bilan de son action est contesté et l'association renonce à ses financements de l'État début 2016. Olivier Roy, professeur à l’Institut universitaire européen de Florence refuse la théorie de CPDSI de l’emprise sectaire. Pour lui, c'« est un refus de comprendre, c’est nier à quelqu'un la raison de son action. Ces jeunes sont volontaires. Ce sont eux qui vont chercher sur des sites ».
Une inspection interministérielle audite en décembre 2015 le dispositif national de lutte contre la radicalisation. Elle s'inquiète des conflits d'intérêts entre le CPDSI et « Bouzar Expertises » qui  vend des prestations de formation à des collectivités susceptibles de travailler avec l'association. Le préfet Pierre N'Gahane déclare : « pour éviter les soupçons de conflits d'intérêts, nous ne renouvellerons pas sa mission de formation pour l'année 2016, Dounia Bouzar consacrera désormais exclusivement son action aux familles. »
La jeune Léa (prénom modifié), suivie par le CPDSI après avoir projeté un attentat-suicide contre une synagogue de Lyon à l'été 2014 est montrée en exemple par la CSPDI pour sa réinsertion. Elle est cependant de nouveau emprisonnée en janvier 2016 après avoir renoué avec les jihadistes. Dounia Bouzar dit avoir demandé quelques mois plus tôt qu'elle soit admise dans un centre éducatif fermé « pour qu'elle ait un rappel à la loi, et qu'elle n'ait plus du tout moyen d'avoir internet », mais que la Justice aurait refusé sa demande.

##### Maison de prévention pour les familles
La Maison de prévention pour les familles a été créée en septembre 2014 à Aulnay-sous-Bois et dirigée par Sonia Imloul, cette dernière était partisane d’une approche « cultuelle », à l'inverse de Dounia Bouzar. Elle faisait appel à des salafistes dits « quiétistes » pour remettre les jeunes dans le droit chemin. Le gouvernement n’a pas renouvelé le contrat du MPF en novembre 2015 justifiant cela par l’absence de résultats tangibles avec « aucun justificatif de l'utilisation de l'argent, aucune feuille de paye, pas de contrat de travail. Madame Imloul a été l'une des premières à comprendre le phénomène et à tenter d'y apporter des solutions, mais il a été impossible de vérifier le travail réalisé », selon une source policière ». Dans un livre intitulé Cellule de déradicalisation. Chronique d'une désillusion, un ex-employé de la structure, raconte les multiples dysfonctionnements de cette expérience.

##### Centres de déradicalisation de l’État
Le premier centre de déradicalisation en France a ouvert ses portes en septembre 2016, à Beaumont-en-Véron, en Indre-et-Loire.
L'État profite de la fermeture en juin 2016 du centre éducatif et de formation professionnelle de Pontourny qui accueillait des mineurs et majeurs isolés étrangers ainsi que des jeunes français placés par l'Aide Sociale à l'Enfance. Il doit être reconverti en « centre de déradicalisation » puis « centre de prévention à la radicalisation ». Il a pour but de prendre en charge dans un centre en milieu ouvert (mais sous vidéo-surveillance 24h/24) des « volontaires » qui souhaitent sortir d'un processus de radicalisation, avec une prise en charge de 10 mois sur site. La capacité d'accueil du centre serait d'une trentaine de personnes.  
Pour le préfet d'Indre-et-Loire Louis Le Franc, il s'agit « d'inciter ces jeunes de 18 à 30 ans à être volontaires » pour les aider à se déradicaliser. Le projet vise à « démonter la théorie du complot » que représente la radicalisation. Le public accueilli dans ce centre serait de niveau 1 : il n'est pas fiché S, n'a pas fait le Djihad et n'est pas en procédure judiciaire). Durant ces 10 mois, le projet consiste selon le préfet d'Indre et Loire de « les occuper de 7h à 22h » avec port de l'uniforme (jean et basket) et lever de drapeau matinal. Il n'est pas question de formation et d'éducation scolaire mais de prise en charge sous forme d'ateliers de jardinage, de citoyenneté et de recherche de stages et d'emplois. Les élus locaux ont accepté l'ouverture du centre de déradicalisation uniquement si les 47 emplois de l'ancienne structure étaient sauvés et ce, malgré les fortes réticences des habitants. 
Le centre accueille ses six premiers « volontaires » mi-septembre 2016 encadrés par plus d'une vingtaine d'employés du GIP (Groupement d'Intérêt Général). Sur 2016, leur nombre ne dépassera jamais neuf. Un pensionnaire tente de fuir la Syrie lors d'une sortie, entraînant son éviction et plusieurs retraits volontaires. Début 2017, il ne resterait qu'un pensionnaire.
Le 27 juillet 2017, Gérard Collomb annonce la fermeture du centre de Beaumont-en-Véron.

##### Bilan des premiers programmes de déradicalisation
Ue bilan d'étape présenté en février 2017 d'une mission d'information du Sénat sur la déradicalisation coanimée par Catherine Troendlé (LR) et Esther Benbassa (EELV). Catherine Troendlé  constate que « les personnes les plus violentes et les plus dangereuses » ne […] seront pas [déradicalisées]. » Les programmes seraient néanmoins utiles pour 80 % des femmes et 60 % des hommes. Soulignant l'appel insuffisant aux compétences universitaires, les sénatrices déplorent que l'appel à projets ait attiré « des associations à la recherche de subventions et toutes sortes de personnes plus ou moins qualifiées qui cherchent à en vivre »,. Esther Benbassa parle de « fiasco » des programmes de déradicalisation. Selon elle, « la panique au sein du gouvernement » explique sa précipitation pour investir dans la "déradicalisation" et pour endiguer le terrorisme djihadiste, mais soulignant le défi, elle note qu'« il faut se prémunir contre toute instrumentalisation politique de notre travail. Oui, le bilan n’est guère reluisant. Mais personne n’aurait probablement fait mieux ».

#### En milieu ouvert
Durant l'été 2016, l’État initie discrètement un accompagnement intensif de personnes sous main de justice en milieu ouvert. Le contact se fait de manière individuelle, sans regroupement, afin de « faire émerger une adhésion de la personne, malgré le contexte contraint d’une démarche imposée par la justice » via l’Association de politique criminelle appliquée et de réinsertion sociale (Apcars), chargé de l’expérimentation. Révélé en novembre 2017, le dispositif concerne quatorze personnes (huit hommes et six femmes) condamnées ou mises en examen pour association de malfaiteurs terroriste ou dans des affaires de droit commun, mais identifiées comme radicalisées par l’administration pénitentiaire.

### Royaume-Uni
La stratégie de déradicalisation est définie dans le programme « Prevent ».

### Danemark
En 2011 fut lancé, en prison, un premier projet intitulé "Deradicalisation - back on track" (Déradicalisation - Remettre dans le droit chemin), comprenant un programme de formation de mentors destiné à accompagner les personnes détenues condamnées pour des faits de terrorisme et leurs proches. Ce plan a notamment permis de montrer l'importance de l'établissement d'un lien de confiance dans le processus de déradicalisation quant à son efficacité et à sa célérité .